# Smokey Harris
Thomas Wilfred "Smokey" Harris, född 11 oktober 1890 i Port Arthur, Ontario, död 4 juni 1974, var en kanadensisk professionell ishockeyspelare.

## Karriär

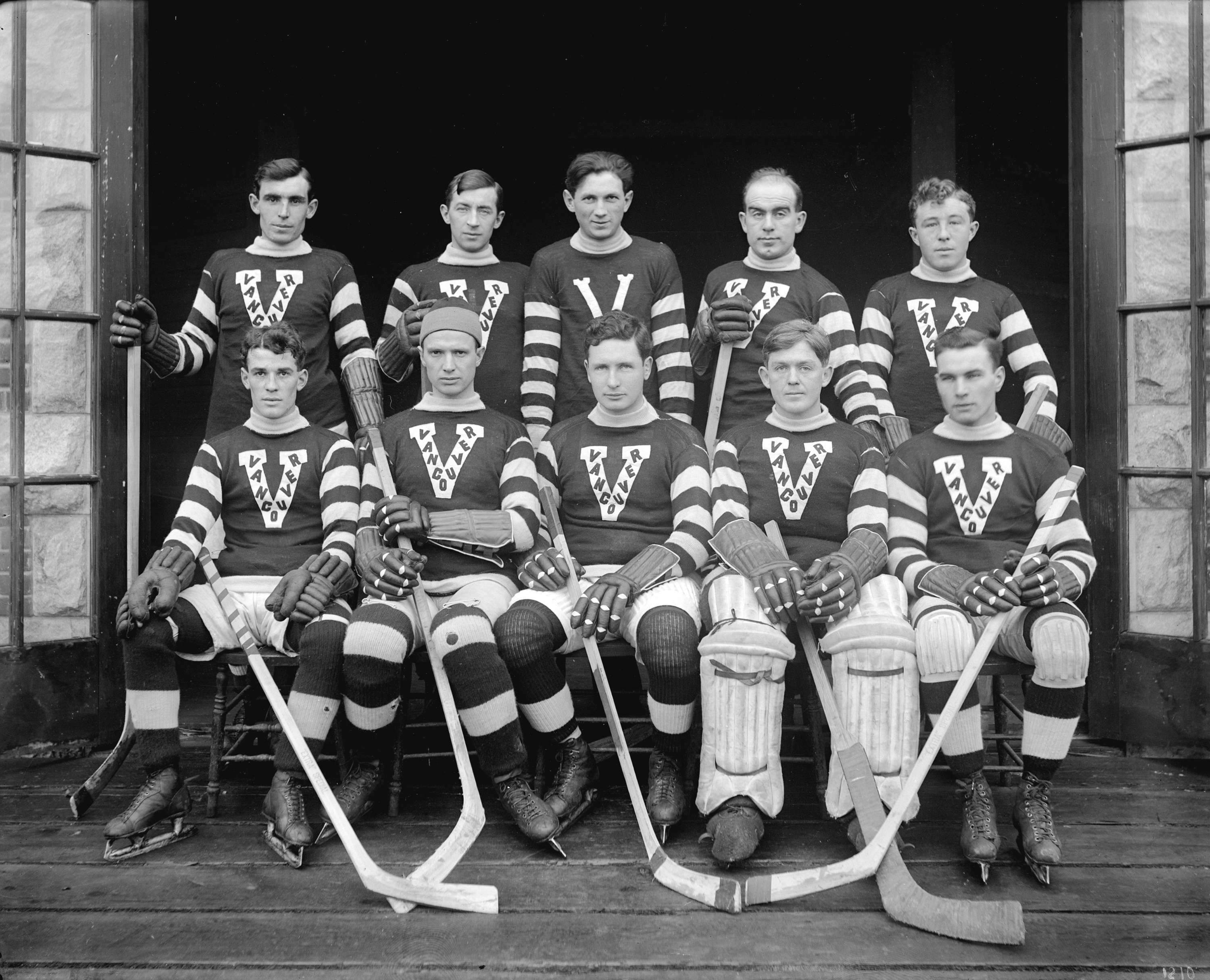
Smokey Harris, längst till vänster i översta raden, med Vancouver Millionaires säsongen 1913–14.

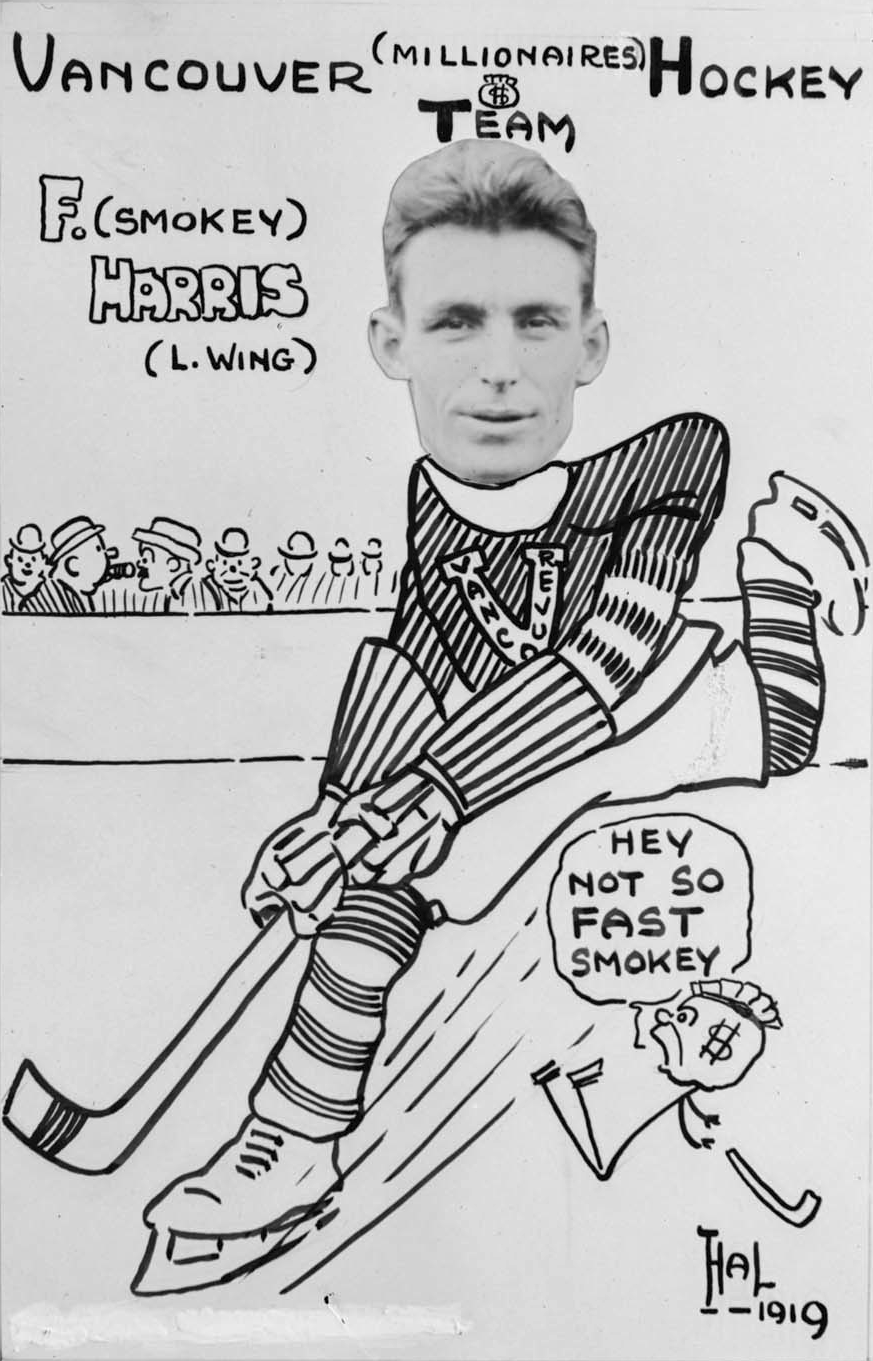
Smokey Harris med Vancouver Millionaires.

Wilfred "Smokey" Harris inledde ishockeykarriären med Kenora Thistles säsongen 1910–11. Säsongen därefter, 1912, flyttade han till den kanadensiska västkusten för att spela med Vancouver Millionaires i den nystartade ligan Pacific Coast Hockey Association. Harris spelade tre säsonger för Millionaires innan han byttes bort till Portland Rosebuds mot Ken Mallen inför säsongen 1914–15. Harris spelade fyra säsonger för Rosebuds och 1916 spelade laget Stanley Cup-final mot Montreal Canadiens som första amerikanska lag någonsin. Finalserien i bäst av fem matcher var jämn och gick distansen ut. I den femte och avgörande matchen förlorade dock Rosebuds med 2-1. Smokey Harris gjorde fyra mål i finalserien.
Då Portland Rosebuds lag lades ner efter säsongen 1917–18 återvände Harris till Vancouver Millionaires. 1921 spelade han åter igen Stanley Cup-final då Millionaires tog sig an Ottawa Senators. Finalserien över fem matcher var mycket jämn och alla matcher utom en var uddamålsvinster. Lagen gjorde sammanlagt tolv mål var men Senators stod till slut som segrare efter att ha vunnit den femte och avgörande matchen med 2-1. Smokey Harris stod för två mål och en framspelning för totalt tre poäng i matchserien. 1923 spelade Harris om Stanley Cup en tredje gång men Vancouver Maroons, som Millionaires hade omformats till, föll mot Ottawa Senators med 3-1 i matcher.
Säsongen 1923–24 bytte Harris lag till Seattle Metropolitans för vilka han gjorde 18 poäng på 20 matcher. Säsongen därefter, 1924–25, spelade han sex matcher i NHL för Boston Bruins och gjorde tre mål innan han flyttade tillbaka till Vancouver för att spela den resterande delen av säsongen med Vancouver Maroons i Western Canada Hockey League. Säsongen 1926–27 representerade Harris Edmonton Eskimos i Prairie Hockey League och gjorde 24 poäng på 32 matcher för laget. Från 1927 till 1932 spelade han sedan för en rad olika lag i Los Angeles och San Francisco i California Hockey League.

## Statistik
WCHL = Western Canada Hockey League, PrHL = Prairie Hockey League, Cal-Pro = California Hockey League
| 1910–11            | Kenora Thistles        | MHL-Pro.           | 6   | 13  | 0  | 13  | –   | 2  | 3 | 0 | 3  | –  |
| 1912               | Vancouver Millionaires | PCHA               | 15  | 4   | 0  | 4   | 55  | –  | – | – | –  | –  |
| 1912–13            | Vancouver Millionaires | PCHA               | 16  | 14  | 6  | 20  | 61  | –  | – | – | –  | –  |
| 1913–14            | Vancouver Millionaires | PCHA               | 15  | 14  | 3  | 17  | 33  | –  | – | – | –  | –  |
| 1914–15            | Portland Rosebuds      | PCHA               | 18  | 14  | 3  | 17  | 39  | –  | – | – | –  | –  |
| 1915–16            | Portland Rosebuds      | PCHA               | 18  | 10  | 6  | 16  | 75  | –  | – | – | –  | –  |
|                    |                        | Stanley Cup        | –   | –   | –  | –   | –   | 5  | 4 | 0 | 4  | 21 |
| 1916–17            | Portland Rosebuds      | PCHA               | 23  | 18  | 13 | 31  | 39  | –  | – | – | –  | –  |
| 1917–18            | Portland Rosebuds      | PCHA               | 8   | 6   | 5  | 11  | 19  | –  | – | – | –  | –  |
| 1919               | Vancouver Millionaires | PCHA               | 20  | 19  | 6  | 25  | 19  | 2  | 2 | 0 | 2  | 3  |
| 1919–20            | Vancouver Millionaires | PCHA               | 22  | 14  | 11 | 25  | 12  | 2  | 0 | 1 | 1  | 0  |
| 1920–21            | Vancouver Millionaires | PCHA               | 24  | 15  | 17 | 32  | 6   | 2  | 6 | 2 | 8  | 0  |
|                    |                        | Stanley Cup        | –   | –   | –  | –   | –   | 5  | 2 | 1 | 3  | 6  |
| 1921–22            | Vancouver Millionaires | PCHA               | 23  | 10  | 4  | 14  | 21  | –  | – | – | –  | –  |
| 1922–23            | Vancouver Maroons      | PCHA               | 20  | 10  | 6  | 16  | 26  | 2  | 0 | 0 | 0  | 0  |
|                    |                        | Stanley Cup        | –   | –   | –  | –   | –   | 4  | 1 | 0 | 1  | 8  |
| 1923–24            | Seattle Metropolitans  | PCHA               | 30  | 8   | 10 | 18  | 30  | 2  | 0 | 0 | 0  | 4  |
| 1924–25            | Boston Bruins          | NHL                | 6   | 3   | 1  | 4   | 8   | –  | – | – | –  | –  |
| 1924–25            | Vancouver Maroons      | WCHL               | 14  | 0   | 1  | 1   | 16  | –  | – | – | –  | –  |
| 1926–27            | Edmonton Eskimos       | PrHL               | 32  | 12  | 12 | 24  | 68  | –  | – | – | –  | –  |
| 1927–28            | Los Angeles Richfields | Cal-Pro            | 21  | 10  | 5  | 15  | 26  | –  | – | – | –  | –  |
| 1928–29            | San Francisco Tigers   | Cal-Pro            | 36  | 13  | 13 | 26  | 43  | –  | – | – | –  | –  |
| 1929–30            | Hollywood Millionaires | Cal-Pro            | 42  | 7   | 12 | 19  | 28  | –  | – | – | –  | –  |
| 1930–31            | San Francisco Tigers   | Cal-Pro            | 31  | 8   | 10 | 18  | –   | –  | – | – | –  | –  |
| 1931–32            | San Francisco Rangers  | Cal-Pro            | 30  | 3   | 8  | 11  | –   | –  | – | – | –  | –  |
| PCHA totalt        | PCHA totalt            | PCHA totalt        | 252 | 156 | 90 | 246 | 416 | 10 | 8 | 3 | 11 | 7  |
| Cal-Pro totalt     | Cal-Pro totalt         | Cal-Pro totalt     | 160 | 41  | 48 | 89  | 97  | –  | – | – | –  | –  |
| Stanley Cup totalt | Stanley Cup totalt     | Stanley Cup totalt | –   | –   | –  | –   | –   | 14 | 7 | 1 | 8  | 35 |

Statistik från hockey-reference.com